# 인천시의 국회의원
경기도 인천시의 국회의원 목록. (구제(區制)가 실시되기 이전에 한함.)

## 행정구역 변천
- 1945년 8월 15일 경기도 인천부
- 1949년 8월 15일 경기도 인천시
- 1963년 1월 1일 경기도 부천군 영종면 운남리 작약도가 인천시에 편입
- 1968년 1월 1일 구제 실시로 중구·동구·남구·북구 설치

## 인천시의 역대 국회의원 일람
| 대수         | 이름           | 소속정당   | 임기                               | 선거구역 |
| ------------ | -------------- | ---------- | ---------------------------------- | --- |
| 제헌         | 곽상훈(郭尙勳) | 무소속     | 1948년 5월 31일 - 1950년 5월 30일  | 인천부 갑: 중앙동, 관동, 송학동, 해안동, 항동, 사동, 답동, 신흥동1~3가, 신생동, 신포동, 선화동, 유동, 도원동, 율목동, 선린동, 북성동, 송월동, 인현동, 전동, 내동, 경동, 용동, 숭의동, 용현동, 학익동, 옥련동, 주안지청관내, 남동지청관내, 문학지청관내 |
| 제헌         | 조봉암(曺奉岩) | 무소속     | 1948년 5월 31일 - 1950년 5월 30일  | 인천부 을: 만석동, 화목동, 화평동, 창영동, 금곡동, 송림동, 송현동, 부평지청관내, 서곶지청관내 |
| 제2대        | 이용설(李容屑) | 무소속     | 1950년 5월 31일 - 1954년 5월 30일  | 인천시 갑: 중앙동 관동 송학동 해안동 항동 사동 답동 신흥1~3동 신생동 신포동 선화동 선린동 북성동 송월동 숭의동1~2동 용현동1~2동 학익동 옥련동 만석동 청학동 동춘동 연수동 관교동 문학동 선학동 고잔동 논현1~2동 도림동 남촌동 수산동 서창동 운연동 장수동 만수동 |
| 제2대        | 곽상훈(郭尙勳) | 무소속     | 1950년 5월 31일 - 1954년 5월 30일  | 인천시 을: 송현동2동 화수동3동 송현동4동 화수동2동 화수동1동 화평동 전동 인현동 내동 경동 용동 율목동 유동 도원동 숭의동3동 숭의동4동 도화동1동 주안동1동 주안동2동 구월동 간석동 부평동2동 부개동 일신동 구산동 |
| 제2대        | 조봉암(曺奉岩) | 무소속     | 1950년 5월 31일 - 1954년 5월 30일  | 인천시 병: 송현동1동 송현동3동 송림동1동 송림동4동 송림동3동 금곡동1동 금곡동2동 창영동 도화동2동 십정동1동 부평동3동 십정동2동 부평동1동 산곡동 청천동 갈산동 삼산동 서운동 계산동2동 작전동계산동1동 효성동 공촌동 시천동 금암동 경서동 연희동 심곡동 계정동 신현동 원창동 석남동 계좌동 |
| 제3대        | 김재곤(金載坤) | 무소속     | 1954년 5월 31일 - 1958년 5월 30일  | 인천시 갑:만석동 송월동 북성동 선린동 중앙동 해안동 항동 관동 송학동 사동 신생동 신포동 답동 신흥포1동 숭의동1동 숭의동2동 신흥동2동 신흥동3동 선화동 용현동1동 용현동2동 학익동 옥련동 청학동 동춘동 연수동 관교동 문학동 선학동 고잔동 논현동1동 논현동2동 도림동 남촌동 수산동 서창동 운연동 장수동 만수동 |
| 제3대        | 곽상훈(郭尙勳) | 무소속     | 1954년 5월 31일 - 1958년 5월 30일  | 인천시 을:송현동2동 화수동3동 송현동4동 화수동2동 화수동1동 화평동 전동 인현동 내동 경동 용동 율목동 유동 도원동 숭의동3동 숭의동4동 도화동1동 주안동1동 주안동2동 구월동 간석동 부평동2동 부개동 일신동 구산동 |
| 제3대        | 표양문(表良文) | 자유당     | 1954년 5월 31일 - 1958년 5월 30일  | 인천시 병:송현동1동 송현동3동 송림동1동 송림동4동 송림동3동 금곡동1동 금곡동2동 창영동 도화동2동 십정동1동 부평동3동 십정동2동 부평동1동 산곡동 청천동 갈산동 삼산동 서운동 계산동2동 작전동계산동1동 효성동 공촌동 시천동 금암동 경서동 연희동 심곡동 계정동 신현동 원창동 석남동 계좌동 |
| 제4대        | 김재곤(金載坤) | 민주당     | 1958년 5월 31일 - 1960년 7월 28일  | 인천시 갑: 만석동 송월동 배성동 선린동 중앙동 해안동 항동 관동 송학동 사동 신생동 신포동 답동 신흥동 숭의동1,2동 선화동 룡현동 학익동 옥련동 청학동 동춘동 연수동 관교동 문학동 선학동 고잔동 논현동 도림동 남촌동 수산동 서창동 운연동 장수동 만수동 |
| 제4대        | 곽상훈(郭尙勳) | 민주당     | 1958년 5월 31일 - 1960년 7월 28일  | 인천시 을: 송현동2동 화수동 송현동4동 화평동 전동 인현동 내동 경동 룡동 률목동 류동 도원동 숭의동3, 4동 도화동1동 주안동 구월동 간석동 부평동2동 일신동 구산동 부개동 |
| 제4대        | 김훈(金勳)     | 민주당     | 1958년 5월 31일 - 1960년 7월 28일  | 인천시 병: 송현동1, 3동 송림동 금곡동 창영동 도화동2동 십정동 부평동1, 3동 산곡동 청천동 갈산동 삼산동 서운동 계산동 작전동 효성동 공촌동 시천동 백석동 검암동 경서동 련희동 심곡동 가정동 신현동 원창동 석남동 가좌동 |
| 제5대 민의원 | 김재곤(金載坤) | 민주당     | 1960년 7월 29일 - 1961년 5월 16일  | 인천시 갑: 만석동 송월동 북성동 선린동 중앙동 해안동 항동 관동 송학동 사동 신생동 신포동 답동 신흥동 숭의1동 숭의2동 선화동 용현동 학익동 옥연동 청학동 동춘동 연수동 관교동 문학동 선학동 고잔동 논현동 도림동 남촌동 수산동 서창동 운연동 장수동 만수동 |
| 제5대 민의원 | 곽상훈(郭尙勳) | 민주당     | 1960년 7월 29일 - 1961년 5월 16일  | 인천시 을: 송현2동 송현4동 화수동 화평동 전동 인현동 내동 경동 용동 율목동 유동 도원동 숭의3동 숭의4동 도화1동 주안동 구월동 간석동 부평2동 일신동 구산동 부개동 |
| 제5대 민의원 | 김훈(金勳)     | 민주당     | 1960년 7월 29일 - 1961년 5월 16일  | 인천시 병: 송현1동 송현3동 송림동 금곡동 창영동 도화2동 십정동 부평1동 부평3동 산곡동 청천동 갈산동 삼산동 서운동 계산동 작갑동 효성동 공촌동 시천동 백석동 검암동 경서동 연희동 심곡동 가정동 신현동 원창동 석남동 가좌동 |
| 제6대        | 류승원(柳承源) | 민주공화당 | 1963년 12월 17일 - 1967년 6월 30일 | 인천시 갑: 중앙동1가동 중앙동2가동 중앙동3가동 중앙동4가동 해안동1가동 해안동2가동 해안동3가동 해안동4가동 항동1가동 항동2가동 항동3가동 항동4가동 항동5가동 항동6가동 항동7가동 관동1가동 관동2가동 관동3가동 송학동1가동 송학동2가동 송학동3가동 사동 신생동 신포동 답동 신흥동1가동 신흥동2가동 신흥동3가동 선화동 유동 율목동 도원동 선린동 북성동1가동 북성동2가동 북성동3가동 인현동 전동 내동 경동 용동 송월동1가동 송월동2가동 송월동3가동 만석동 화수1동 화수2동 화수3동 화평동 송현1동 송현2동 송현3동 송현4동 창영동 금곡1동 금곡2동 송림1동 송림2동 송림3동 송림4동 |
| 제6대        | 김은하(金殷夏) | 민정당     | 1963년 12월 17일 - 1967년 6월 30일 | 인천시 을: 숭의1동 숭의2동 숭의3동 숭의4동 용현1동 용현2동 학익동 옥련동 부평1동 부평2동 부평3동 십정1동 십정2동 부개동 일신동 구산동 산곡동 청천동 효성동 계산1동 계산2동 작전동 서운동 삼산동 갈산동 만수동 장수동 남촌동 수산동 도림동 논현1동 논현2동 서창동 운연동 고잔동 연희동 백석동 시천동 검암동 경서동 공촌동 심곡동 계정동 신현동 석남동 원창동 가좌동 관교동 문학동 선학동 연수동 청학동 동춘동 주안1동 주안2동 도화1동 도화2동 간석동 구월동 |
| 제7대        | 김정렬(金正烈) | 신민당     | 1967년 7월 1일 - 1971년 6월 30일   | 인천시 갑: 중앙동1가동 중앙동2가동 중앙동3가동 중앙동4가동 해안동1가동 해안동2가동 해안동3가동 해안동4가동 항동1가동 항동2가동 항동3가동 항동4가동 항동5가동 항동6가동 항동7가동 관동1가동 관동2가동 관동3가동 송학동1가동 송학동2가동 송학동3가동 사동 신생동 신포동 답동 신흥동1가동 신흥동2가동 신흥동3가동 선화동 유동 율목동 도원동 선린동 북성동1가동 북성동2가동 북성동3가동 인현동 전동 내동 경동 용동 송월동1가동 송월동2가동 송월동3가동 만석동 화수1동 화수2동 화수3동 화평동 송현1동 송현2동 송현3동 송현4동 창영동 금곡1동 금곡2동 송림1동 송림2동 송림3동 송림4동 |
| 제7대        | 김은하(金殷夏) | 신민당     | 1967년 7월 1일 - 1971년 6월 30일   | 인천시 을: 숭의1동 숭의2동 숭의3동 숭의4동 용현1동 용현2동 학익동 옥련동 부평1동 부평2동 부평3동 십정1동 십정2동 부개동 일신동 구산동 산곡동 청천동 효성동 계산1동 계산2동 작전동 서운동 삼산동 갈산동 만수동 장수동 남촌동 수산동 도림동 논현1동 논현2동 서창동 운연동 고잔동 연희동 백석동 시천동 검암동 경서동 공촌동 심곡동 계정동 신현동 석남동 원창동 가좌동 관교동 문학동 선학동 연수동 청학동 동춘동 주안1동 주안2동 도화1동 도화2동 간석동 구월동 |

## 같이 보기
- 부천시의 국회의원
- 인천 중구의 국회의원
- 인천 동구의 국회의원
- 인천 남구의 국회의원
- 인천 부평구의 국회의원